# کراوزنست، نیوساوت ولز
کراوزنست (به انگلیسی: Crows Nest) یک حومه شهر در استرالیا است که در نیو ساوت ولز واقع شده‌است.